# Báb

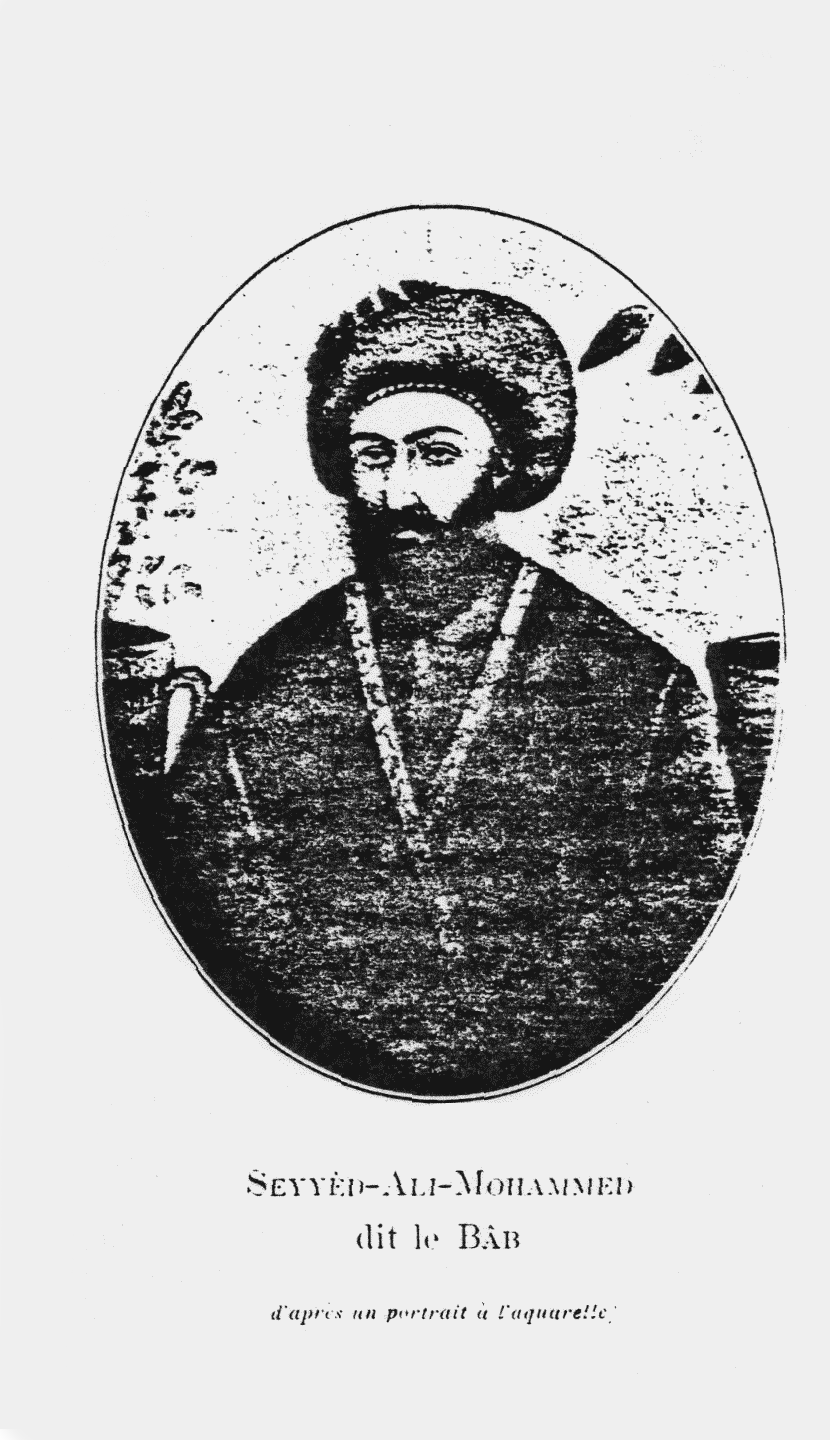
En illustration som kan föreställa profeten Báb, eller någon av hans närmaste lärjungar.

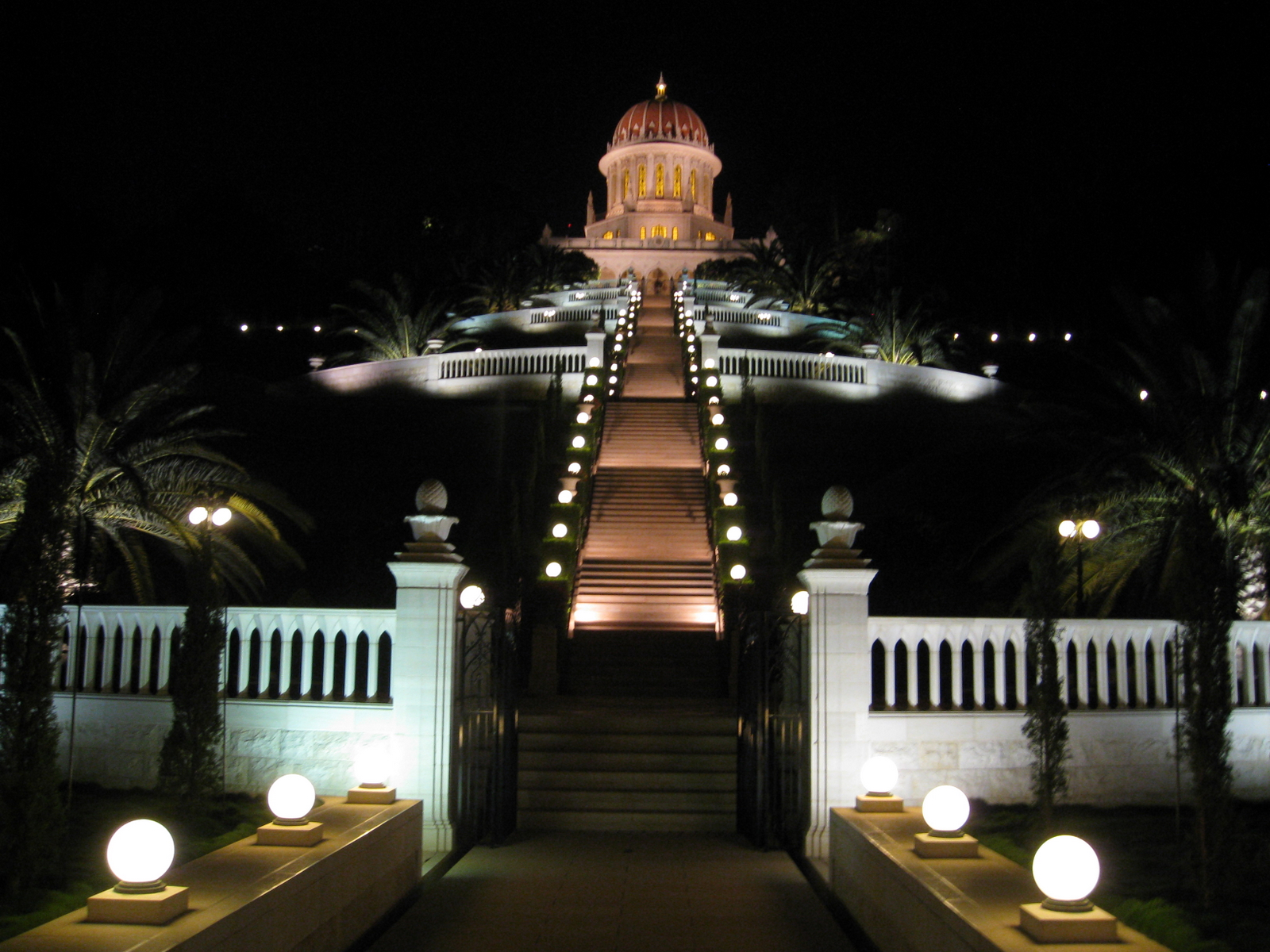
Bábs gravkapell med terrasserna är ett välkänt landmärke i Haifa, och lades till Unescos världsarvlista 2008. Terrasserna var färdiga och öppnades för pilgrimer till Ridván (kvällen 20 april) 1996. Mausoleet fick sin kupol 1953. Kvarlevorna av Báb, som arkebuserades i Persien 1850, gömdes i 59 år tills de kunde läggas till vila i den då sex rum stora gravbyggnaden den 21 mars 1909. Även 'Abdu'l-Bahás kvarlevor vilar i helgedomen.

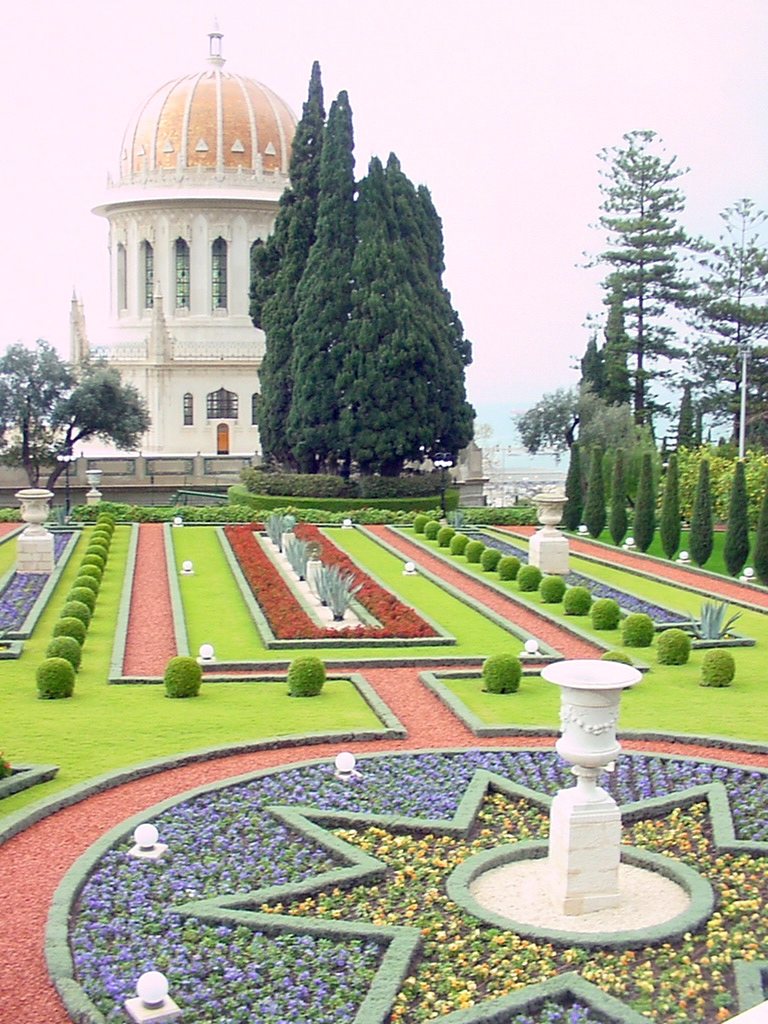
Planteringarna på terrasserna följer geometriska mönster där talen 9 och 19 styrt mycket av utformningen.

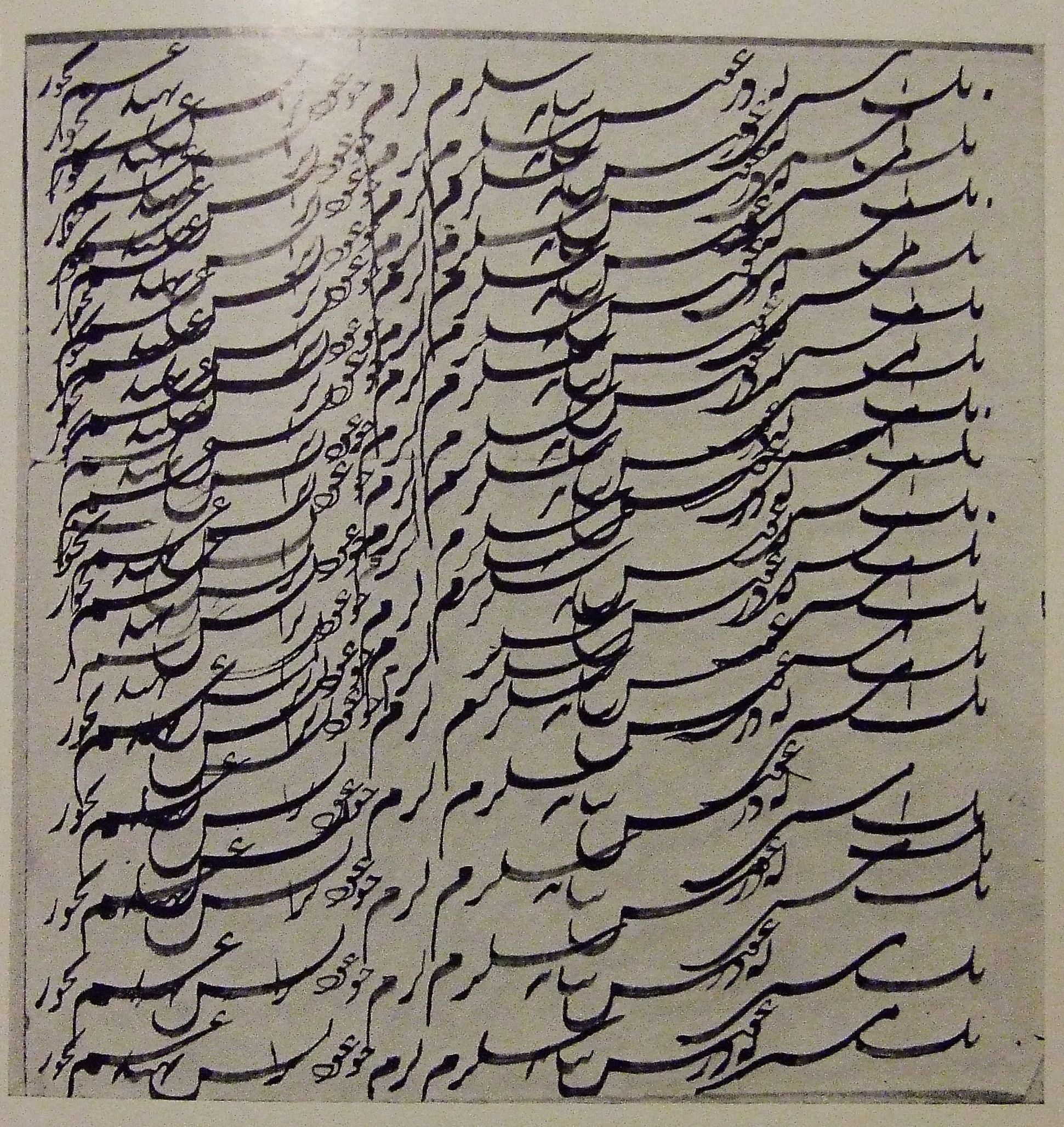
Kalligrafi utförd av Báb när han var 10 år. Vriden 90° medsols tar bokstäverna formen av soldater som marscherar mot nästa slag. Vriden 90° motsols skönjer man män på knä i en fullsatt moské som väntar på kallelsen till bön.

Báb (uttalas [baːb]) eller Siyyid ’Alí Muḥammad Shírází, född 20 oktober 1819 i Shiraz, Persien, död 9 juli 1850 i Tabriz (avrättad genom arkebusering för påstådd uppvigling och brott mot islams lagar), var en persisk köpman som av världens bahá'íer (det finns bara en riktning) tillsammans med Bahá'u'lláh räknas som grundare av bahá'í-tron.
’Alí Muḥammad var en köpman och karavanledare i Shiraz som, när han var 24 år (den 23 maj år 1844), proklamerade att han var Den utlovade som messianska shia-muslimer väntat länge på. Han antog titeln al-Báb som betyder Porten. I början framstod han som porten till Gud, men också som messias, den återvändande 12:e imamen Qá'im eller Mahdi. Senare såg han sig själv som Mahdi och införde begreppet "gudsmanifestation" om sig själv och flera stora religionsgrundare genom historien. Han undvek att kalla sig profet, och menade att Muhammed fortfarande var profeternas insegel. I stället beskrev han sig som Guds andliga spegelbild samtidigt som han började tala om en ny och mäktigare gudsmanifestation, som skulle träda fram 19 år efter hans egen proklamation, det vill säga 1863 – vilket Bahá'u'lláh också gjorde.
Bábs kallelse startade en religiös väckelserörelse i det politiskt och religiöst korrumperade Persien. Báb skrev hundratals brev och så kallade tafletter (kortare religiösa skrifter) där han hävdade sitt messianska anspråk och utformade sin undervisning och en ny religiös lag. Han hade efter några år mer än 50 000 anhängare men fängslades snart och var fram till sin död mer eller mindre isolerad från sin snabbt växande anhängarskara och hade ingen egentlig kontroll över denna. Hans rörelse mötte ett våldsamt motstånd från Persien det muslimska religiösa ledarskapet och Persiens regering använde armén för att kuva de supportrarna, bábíerna, som förföljdes och dödades i tusental. En av Bábs lärjungar var den unge adelsmannen Mirzá (Herr) Husayn 'Ali Nurí (Bahá'u'lláh), som utvecklade bábí-tron till bahá'í-tron.

## Barndom och ungdom
Siyyid Ali Muhammed föddes i den sydpersiska staden Shiraz, en stad som varit ett zoroastriskt centrum i Persien. Báb var siyyid, betraktad som en direkt ättling till profeten Muhammed genom dennes dotter Fatima. Liksom i Jesus fall finns det gott om inofficiell religiös litteratur om hur Báb var som barn. På svenska har den norsk-svenske reseskildraren Sverre Holmsen (1906–1992) svarat för den mest ingående och mycket vackra versionen, men det är en religiös skildring snarare än en historisk. Många sakförhållanden överensstämmer inte med de standardverk och uppslagsverk om honom, bábí-tron och bahá'í-tron, som publicerats på engelska och andra större språk av historiker, religionsvetare med flera som också de i flertalet fall tillhör bahá'í-tron.
Den unge Ali Muhammed måste kunna läsa, skriva, räkna och kommunicera på ett antal språk, eftersom släkten förväntade sig att han skulle gå i deras fotspår och bli köpman. När han som sexåring år 1826 togs till skolan, för några timmars undervisning i veckan, skrev läraren, Shaykh 'Abid, upp det persiska alfabetet för att barnen skulle lära sig det. Läraren for sedan iväg några timmar för att göra några inköp, och när han kom tillbaka hörde han ett barn med ljus, klar stämma läsa helt felfritt ur Koranen. När läraren kom, pekade de andra barnen ut Ali Muhammed. "Men vi har ju inte ens börjat med det arabiska alfabetet än", tänkte Shaykh 'Abid, och gav Ali Muhammed persiska böcker i stället. Han kunde läsa dessa böcker lika felfritt. Läraren gav efter några år pojken arabisk litteratur som tolkade aspekter av Koranen och (se hadith), och pojken kunde bara några dagar senare visa på brister i författarnas resonemang. Shaykh 'Abid tog då pojken i handen och tog hem honom till hans mormor och sade att han inget hade att lära pojken. Men mormodern spände ögonen i pojken och sade: "Och vart tror du att ett sådant beteende för dig? Vill du inte lära känna din lärare, vill du inte få kamrater att leka med?" Nästa dag var Ali Muhammed tillbaka i skolan, där han intog en avsevärt lägre profil. Han till och med övade på alfabetet tillsammans med de andra pojkarna.
Som femtonåring började Báb arbeta som köpman, hos sin morbror i Shiraz, senare hos en annan morbror. På kvällen 22 maj 1844 ska Báb ha fått en gudomlig uppenbarelse, med innebörden att han var en budbärare utvald av Gud, och att en ny tid för mänskligheten var inne; den universella sanningens tidsålder. Hans lära kom att benämnas babísm.
| ” | Eld och paradis böjer sig båda ned och ödmjukar sig inför Gud. Det som är värdigt Hans väsen, är att tillbedja Honom för Hans skull, utan fruktan för elden eller hopp om paradiset. | „ |

Sayyid ’Ali Muhammad hade bara en hustru, trots att han som muslim hade rätt att ta sig flera hustrur samtidigt, något som hans efterföljare Bahá'u'lláh skulle komma att göra. År 1842 gifte han sig med Khadíjih-Bagum (1822–1882). 'Ali Muhammad var 23 och hon var 20 år. Khadíjih-Bagum var dotter till en framstående köpman i Shíráz. De bosatte sig i ett trevligt hus i staden, och Sayyid 'Ali Muhammads mor bodde där också. Äktenskapet ska ha varit lyckligt, och paret fick 1843 ett gossebarn, Ahmad, som avled samma år. Graviditeten hade varit svår och Khadíjih-Bagum hade nästan avlidit i barnsäng. Läkaren rådde paret att inte försöka skaffa barn igen, och dessa instruktioner följde de. Khadíjih Bagum stödde helhjärtat sin make under hans aktiva år som religiös ledare, och senare i livet accepterade hon Bahá'u'lláh som sin avrättade makes efterträdare och blev bahá'í-troende.

## Bábs proklamation

### Eventuell förberedande undervisning
I början av 1800-talet grundade Shaykh Ahmad den messianska Shaykhi-sekten, som egentligen som väntade sig det snara framträdandet av Qáim (Han som reser sig), den tolfte imamen, frälsargestalten Mahdi som tillsammans med Jesus kommer att rädda mänskligheten strax innan Domens dag. Denne skulle förnya religionen, vägleda de trogna, samt upprätta enheten. Shaykhierna övergav bokstavstolkningen av Koranen och de övriga religiösa skrifterna och gav i stället lärorna om återuppståndelsen, yttersta domen och återkomsten av den 12:e imamen (al-Mahdi) en symbolisk tolkning.
Omkring 1839–1840 var den unge Siyyid 'Ali Muhammad, som senare skulle bli känd som Báb och starta en religiös väckelserörelse i hemlandet Persien, på pilgrimsfärd till den heliga staden Karbala. Där ska han, enligt vissa källor ha mött Shaykhi-sektens ledare Siyyid Káẓim, som inte bara undervisade den blivande Báb, utan dessutom visade en stor aktning och omtanke om honom. Sayyid 'Ali Muhammad ska till och med i nästan ett års tid fått undervisning av shykhii-ledaren, Förberedande undervisning brukar bestämt förnekas i uppenbarelsereligionerna, som hävdar att Guds utvalda sändebud får all sin undervisning av Gud. Enligt andra källor vistades den blivande Báb i Karbala 1841, och fick då undervisning av shaykhi-ledaren. Eftersom Mulla Husayn (den som först erkände Báb efter att på ett mystiskt sätt hitta hem till honom i Shiraz den 22 maj 1844) var Siyyid Káẓims favoritlärjunge är det inte omöjligt att Báb och Mulla Hussayn kan ha mötts innan Báb gjorde sin proklamation 1844 inför Mulla Hussayn.
Ett av de bevis Báb anförde inför Mulla Hysayb den 22 maj 1844 var att snabbt skriva en fullständig förklaring till suran om Josef, ett kapitel i Koranen som ingen av de lärda under 800 års tid lyckats med på ett tillfredsställande sätt. Genom detta kunde Báb göra anspråk på att vara ummí eller illitterat (analfabet, obildad, religiöst olärd). Inom islam är tron på att Muhammed var ummí och ändå uppenbarade en så avancerad bok som Koranen ett mirakel som kan jämföras med Jesu jungfrufödelse. I väst har bl.a. språkforskare gjort gällande att ordet ummí inte bör uppfattas som 'illitterat', och att Muhammed som köpman och karavanledare behärskade räknekonsten såväl som läs- och skrivkonsten. En tolkning är i stället att Muhammed såg sig som en profet för de olärda, det folk som ännu inte hade mottagit någon skrift från Gud. Ummí skulle med andra ord betyda 'hedningarnas profet', skriver religionshistorikern Karen Armstrong, men hon påpekar också att om Muhammed ville skriva ett brev så dikterade han det för någon som skrev det. En annan tolkning är att Muhammed visserligen kunde läsa och skriva samt hade någon kunskap om religiösa ting, men att med denna bas uppenbara Koranen var ändå ett mirakel. Det finns emellertid även muslimska forskare som ifrågasätter Muhammeds okunskap och menade att han visst kunde sitta med pennan i handen och skriva ner exakt vad ängeln Gabriel sade. Guds första order till Muhammed var "Läs!" och den andra var "Skriv!" Enda anledningen till att Báb skulle förklara sig vara ummí var att framställa sin plötsliga andliga förståelse utan föregående religiös utbildning som ett mirakel, och detta var givetvis en signal till sina landsmän och andra muslimer, eftersom ingen i Väst kände till eller lade någon större vikt vid om profeter var skolade eller inte.

### Proklamationen i Shiraz
När den kringvandrande shaykhín Mulla Husayn – som kom att bli Bábs förste lärjunge – kom till Shiraz, träffade han på och blev hembjuden till den då 25-årige handelsmannen och karavanföraren Sayyid 'Ali Muhammad den 22 maj 1844 (år 1260 enligt muslimsk tideräkning). Natten mot den 23 maj genomförde den 'Ali Muhammad en serie snabba och till synes mirakulöst fullständigt klargörande tolkningar av viktiga kapitel i Koranen och av religiösa gåtor som gäckat människan i århundraden. Han löste också genast obesvarade gåtor i en korantolkande uppsats som Mulla Husayn skrivit tidigare, och då bestämt att uppsatsen skulle bli ett test för att identifiera Den Utlovade. Som nämnts är det emellertid troligt att Báb fått ett års kvalificerad religiös utbildning av Sayyid Káẓim, som var ledare för den messianska Shaykhi-sektens och även Mulla Husayns lärare och mentor.
Dessa andliga och intellektuella bragder, tillsammans med de kroppsliga kännetecken som shaykhí-sekten hade krävt, släktskap med Muhammed, den gröna turbanen, samt ett andligt sett mycket självsäkert uppträdande från Sayyid 'Ali Muhammads sida, övertygade Mulla Husayn att han nu hade funnit "den Utlovade". Sayyid 'Ali Muhammad accepterade och berättade att han känt till detta om sig själv sedan en uppenbarelse förändrat honom året innan, det vill säga 1843. Han ville, enligt baha'i-trons historieskrivning, bli kallad för Báb (Porten) och inledningsvis såg han sig som porten till Imam Muhammad Abul Qasim (al Mahdi), det vill säga den försvunne 12:e imamen som sågs som den messias som en dag skulle återvända.

## Den Levandes Bokstäver
Báb avkrävde enligt bahá'í-källor tysthetslöfte av Mulla Husayn, eftersom ytterligare 18 andliga sökare – Den Levandes Bokstäver – som inte hade en aning om vem den Utlovade var och var han bodde, inom kort självmant skulle hitta och identifiera Báb som den Utlovade. Så skedde också, enligt baha'i-trons historieskrivning. På kort tid uppsökte och erkände ytterligare 18 personer – bland dem en kvinna, Tahirih – Báb, och gav honom dessutom samma profetstatus som Muhammed. Alla, eller nästan alla, av lärjungarna ska i likhet med Mulla Husein tillhört Shaykhi-sekten. När den 18:e lärjungen, känd som Quddus, hade nått fram till Báb och erkänt honom, gav Báb dem följande uppmaning:
| ” | Höj ropet: Vakna! Vakna ty se Guds Port är öppen, och gryningens ljus sprider sin strålning över hela mänskligheten! Den utlovade har kommit, bered väg för Honom, o världens folk. | „ |

Till var och en av lärjungarna gav Báb ett särskilt bud och en speciell uppgift, och de sändes sedan ut i alla väderstreck för att sprida budskapet. Han förberedde dem också på att de skulle få möta hån oförståelse och drabbas av förföljelse och martyrskap. Så skedde också; de flesta av lärjungarna dödades före eller strax efter Bábs egen martyrdöd i Tabriz i nordöstra Persien.

## Bábismen – självständig religion eller Proto-bahá'í?

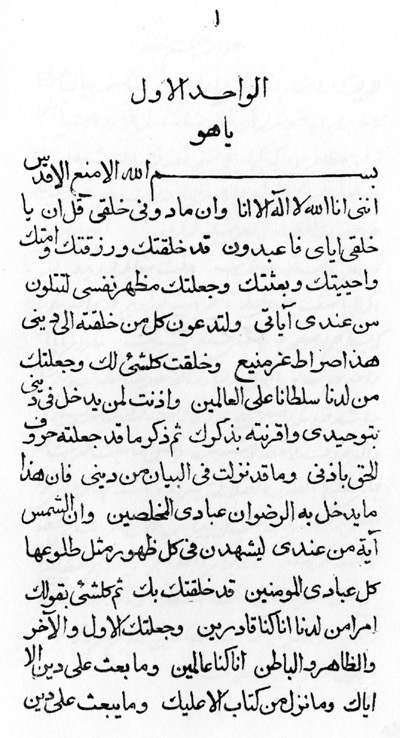
Första sidan i den arabiska Bayan, skriven för hand av Báb.

I stort sett all historieskrivning som finns om Báb, hans lärjungar och hans lära står bahá'íerna för. I denna beskrivs bábí som ett förstadium till baha'i-tron, ett slags proto-bahá'í. När det gäller Báb personligen beskrivs han av Bahá'u'lláh själv som om hans enda uppgift var att förutsäga Bahá'u'lláhs uppenbarelse och att tillkännage hans sak, dvs enbart fungera som Bahá'u'lláhs härold. som blev en ledargestalt för de bábi-troende i Teheran redan 1844. Men bábí var en självständig religion med Bayan som helig skrift och med uttryck och principer som i flera fall kom att ratas av Bahá'u'lláh när denne 10-15 år senare började utforma bahá'í-tron. 
Den ende utomstående som studerade de nya rörelserna i Persien var orientalisten Edward G. Browne vid universitetet i Cambridge. Han reste i området och intervjuade många bábier och träffade senare (1890) även Bahá'u'lláh. Enligt Browne var Bábs intention, åtminstone ursprungligen, att utveckla och sprida sin lära och få ett erkännande som religionsgrundare och den profet som efterträdde Muhammed. Bahá'í-rörelsen godtar till stora delar inte Brownes forskning och menar att han smutskastat Bahá'u'lláh och baha'i-tron.

### Babismen militant och krigisk?
Forskare som Bayat och MacEoin har ofta beskrivit Bábs agenda som till stor del krigisk och militant, och därvid kritiserat att bahá'í-litteraturen skildrar dem som oskyldiga pacifister, fyllda av kärlek till sina medmänniskor och landsmän, och som trots detta slaktats i tiotusental i Persien Även om det är sant att Báb och bábíerna inte var sådana utpräglade pacifister som vanligtvis skildras i bahá'í-litteraturen, finns det inget som talar för att beskriva dem som konsekvent aggressiva. I ett tidigt verk –  "Qayyum al-Asma" –  (1844) är Báb mycket tydlig i sitt offentliggörande av det kommande heliga kriget, jihad. Boken upprepar gång på gång att alla otrogna mot Báb från Persiensfem centrala provinser ska kastas ut ur landet, och de som ändå stannar ska dräpas.

### Glorifiering av martyrdöden
En undersökning av alla större konflikter mellan bábíerna och deras motståndare i Persien visade på följande mönster: bábíerna själva inbjöd till repressalier och förtryck på grund av sitt militanta och otåliga sätt att försöka övertyga den shia-muslimska allmänheten om Bábs lära. De avstod emellertid från att ta till våld eller begå andra brott, men det är omöjligt att dra denna slutsats om samtliga anhängare. När de attackerades av soldater och poliser försvarade de dock ivrigt sig själva. De gjorde även defensiva angrepp mot dem som belägrade dem, ibland inne i omgivande byar som härbärgerade angriparna. Det bidrog till att det muslimska religiösa ledarskapet kunde hetsa civilbefolkningen mot Báb-anhängarna, vilket i sin tur förklarar de senare massakrerna på bábíerna. Det bör också påpekas att Báb aldrig beordrade det heliga krig han sagt vara i antågande. Bábí-ivrarna tycks inte ha inlett några konflikter. "Inte i något fall" summerar Denis MacEoin i sin uttömmande studie The Babi Concept of Holy War, "har bábíerna tillämpat den offensiva jihad-linje som Báb föreslår i sina tidigaste skrifter": "Qayyum al-Asma" (1844) och "Risala furu al-Adliyya" (1845). De använde istället en modell som kan kallas defensiv jihad (heligt krig inombords), och detta antas bero på att Báb själv omkring 1846 förändrade målsättningen med sitt liv och sin religion. Báb ville fortfarande nå hela världen med en ny religion med en mild och barmhärtig Gud, men insåg att detta inte kunde tvingas på människorna.  Han såg nästan fram emot sin egen martyrdöd som ett offer för den kommande stora profet han kallade Den Gud skall manifestera (man yuzhiruhu Allah). Eftersom bábíernas ledare såg fram emot och sedan led martyrdöden 1850, menade många anhängare att de själva måste göra likadant på samma sätt som muslimerna försökte ge akt på hur deras store profet Muhammed hade agerat och talat (hadith). För de bábí-troende uppfyllde Báb, i egenskap av Qa'im och Mahdi messiasrollen, och Báb hade därmed rätt att kalla till jihad, heligt krig. Nu hade Báb valt det inre jihad, och metoden var onekligen framgångsrik. När människor såg med vilket mod bábíerna dog, lockades allt fler nya anhängare till rörelsen.  Många såg fram emot sin egen martyrdöd med sådan intensitet att de kommunicerade med Gud och bad oavbrutet dag och natt och sjöng mässande när de skulle möta sin död. Shoghi Effendi har senare beskrivit dem som "guds-förgiftade".

### Han som Gud skall uppenbara

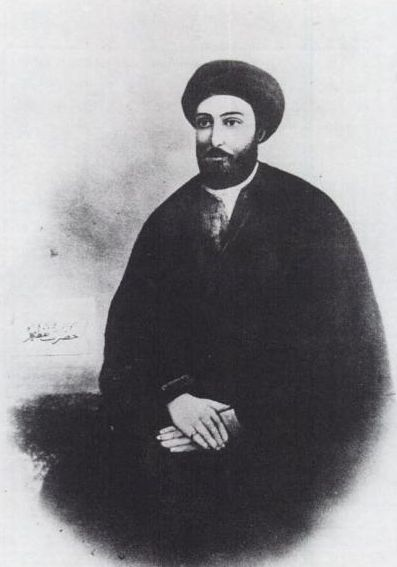
Siyyid Kázim Rashtí – den siste ledaren för shaykhierna och möjligen andlig lärare för Siyyid `Alí Muḥammad, Báb.

Av Bábs mycket stora mängd skrifter, som går under samlingsnamnet Bayán, är endast en bråkdel översatta. Han utvecklade bl.a. bada - principen om fri drift av Guds vilja: Han gör vad helst Han vill och skall inte tillfrågas om orsaken till Sina gärningar. Enligt Báb har de människor som tror att Guds dom sker på mekanisk grund helt fel, dvs att en viss mängd och art av synd ger ett proportionerligt straff och att Guds belöning ökar i takt med antalet goda gärningar och kvaliteten på dessa. Báb betonade att Gud inte är någon mekanisk kraft utan tvärtom kan förlåta den värste syndaren och att människan inte ska ha några synpunkter på detta eftersom Gud är obegriplig. Bahá'u'lláh tillämpade också bada. Han erbjöd – i egenskap av Guds representant på jorden – förlåtelse både för sin halvbror Mirzá Yahýa (vilken nästan vigde sitt liv åt att skada Bahá'u'lláh) och till imamen Áqá Najafi som beordrat avrättningen av två ovanligt godhjärtade bahá'íer och dessutom skändat deras lik. Bahá'u'lláh hävdade i sin sista skrift (Epistle to The Son of The Wolf) att han aldrig hade läst Bayán – förmodligen hade han aldrig fått tillgång till den –  men han visar ändå i sina egna skrifter att han har full kunskap om och förståelse för Bábs uppenbarelse eftersom han genom Guds försorg fått kunskap om allt som Báb skrivit. Samtidigt har Báb förklarat att han inspirerades av och utgick ifrån "Han som Gud skall uppenbara". Så såg Báb och Bahá'u'lláh på varandra, åtminstone officiellt.
Det finns även mängder av skisser och diagram som Báb ritat, många av dem när han satt fängslad, som inte har kunnat tolkas. Báb använde dem sannolikt för att kunna formulera profetior, och en sådan är den "Andliga solens" återkomst i form av en Utvald, "Han som Gud skall uppenbara" (man yuzhiruhu Allah). Denne skulle framträda inom 19 år från Bábs proklamation 1844 räknat, och intensifiera en världsomfattande revolution av religionen, samhällslivet, kulturen, vetenskapen och kommunikationerna. Báb sade emellertid aldrig namnet på denne utvalde, och senare kom både Bahá'u'lláh och hans mycket yngre halvbror Subh-i-Azal, "Odödlighetens Morgon" (1831 – 1912) samt ytterligare ett 20-tal personer att göra anspråk på titeln.

### Korantolkning, mystik och lagstiftning
Báb riktade sig till hela världen, men försökte först få den muslimska världen att acceptera hans ställning som profet. Efter sin proklamation reste han till Mecka och Medina för att presentera sin lära, som manade till andligt uppvaknande. Han hade dock ingen framgång i sina strävanden, utan tvingades resignerad återvända till sitt hemland.
Báb läror kan delas in i tre stora etapper som vardera har ett dominerande tema. I den första etappen ägnar han sig åt tolkning av Koranen och islamiska traditioner. Den andra etappen domineras av filosofiska och metafysiska analyser, och den tredje om lagstiftande uttalanden. Báb ändrade på en rad muslimska lagar som gällt sedan Muhammeds tid: han avskaffade slöjtvånget för kvinnor, han ville mildra straffen för brottslingar och helt ta bort de barbariska straffen. Han ville att de unga själva, och inte deras föräldrar skulle bestämma vilka de skulle gifta sig med. En analys av Bábs skrifter under de tre faserna visar att alla av hans undervisning var besjälad av en gemensam princip som hade flera dimensioner och former.

## Budskapet om Enheten
Báb förutspådde ett andligt uppvaknande i hela världen och att mänskligheten skulle samlas kring Enheten – ett begrepp som redan var väletablerat inom Sufismen. I sufi-poesin liknas ofta den andligt sökande som en älskare som söker efter sin älskade, det vill säga Gud. Själens mål är att uppnå det omöjliga: enhet med Gud efter många ansträngningar även efter kroppens död. Báb lärde att det är möjligt att åstadkomma en spegelbild av denna strävan redan här på jorden, och att enheten kunde gälla även mellan människorna oavsett vilken religion de bekände sig till. Bokens folk hade ju samma Gud, oavsett om de kallade sig muslimer, kristna eller judar.
Báb var fortfarande bara en enkel ung köpman, visserligen lärd och med en stark kärlek till Gud och med kanske 50.000 anhängare, och kunde varken ändra lagstiftningen eller föra upp ärenden på beslutsfattarnas bord. Hans lära tände emellertid en religiös eld som makthavarna – imamer och myndighetspersoner – kom att frukta. Människor började ifrågasätta situationen i det korrumperade och vanstyrda Persien, det muslimska religiösa ledarskapet kritiserades och kvinnor kastade slöjan. Bábierna anklagades för kätteri och hädelse och greps och torterades slumpmässigt.

## Báb fängslas och anhängarna dödas
I mars 1847 fängslades Báb och isolerades mer eller mindre från sina anhängare. Dessförinnan hade han antagit de religiösa titlarna Mihdí (den återvändande 12:e imamen i "tidernas fullbordan) och Första punkten (en hederstitel för profeten Muhammed, och gjort sig skyldig till allvarliga hädelser enligt muslimerna. I fängelset fortsatte han sitt skrivande, och hade tillgång till en lärjunge som sekreterare. År 1848 avvisade han sharía-rätten (Koranens och sunnas regler för socialt och rituellt liv, etiska regler och dietregler), upphävde böneriktningen mot Mecka och framställde sig själv som den spegel i vilken Gud manifesterade sig i. Samtidigt förvärrades förföljelserna av de Bábi-troende i landet. Tusentals dödades, och många började försvara sig och sina familjer och hem. Detta ledde till ett dödande från bägge sidor, även om soldater och av imamerna upphetsade lynchmobbar dödade hundrafalt fler. Báb greps av upprepade depressioner när han fick dessa nyheter i fängelset; han hade redan tidigare förbjudit dödande, även i självförsvar, men kunde inte styra sina anhängare från fängelset.
Det som kanske hade störst betydelse för att bábismen blev en religion i stället för en sufi-sekt var den mycket kända och uppskattade kvinnliga poeten Taharehs (Tahiris) agerande för att få till stånd en konferens för bábier 1848. Báb själv var inte med, för han satt i fängelse. Tahareh satt bakom ett förhänge utan slöja, och plötsligt drog hon i sann bábi-anda förhänget åt sidan så att hon som kvinna kunde se dem hon talade med i ögonen – precis som männen alltid hade kunnat. Åsynen av denna "kändis" i långt svart utslaget hår fick till och med bábi-anhängare att förskräckt ropa till och skynda sig hem. Myndigheterna blev så provocerade av denna, som de uppfattade, ytterligare provokation, att de startade mycket svåra förföljelser mot babierna och slaktade dem på de mest brutala sätt. Detta medförde i sin tur att det mycket snart stod klart för alla och envar att bábism var en religion och Islam en annan religion.

### Martyrskapet

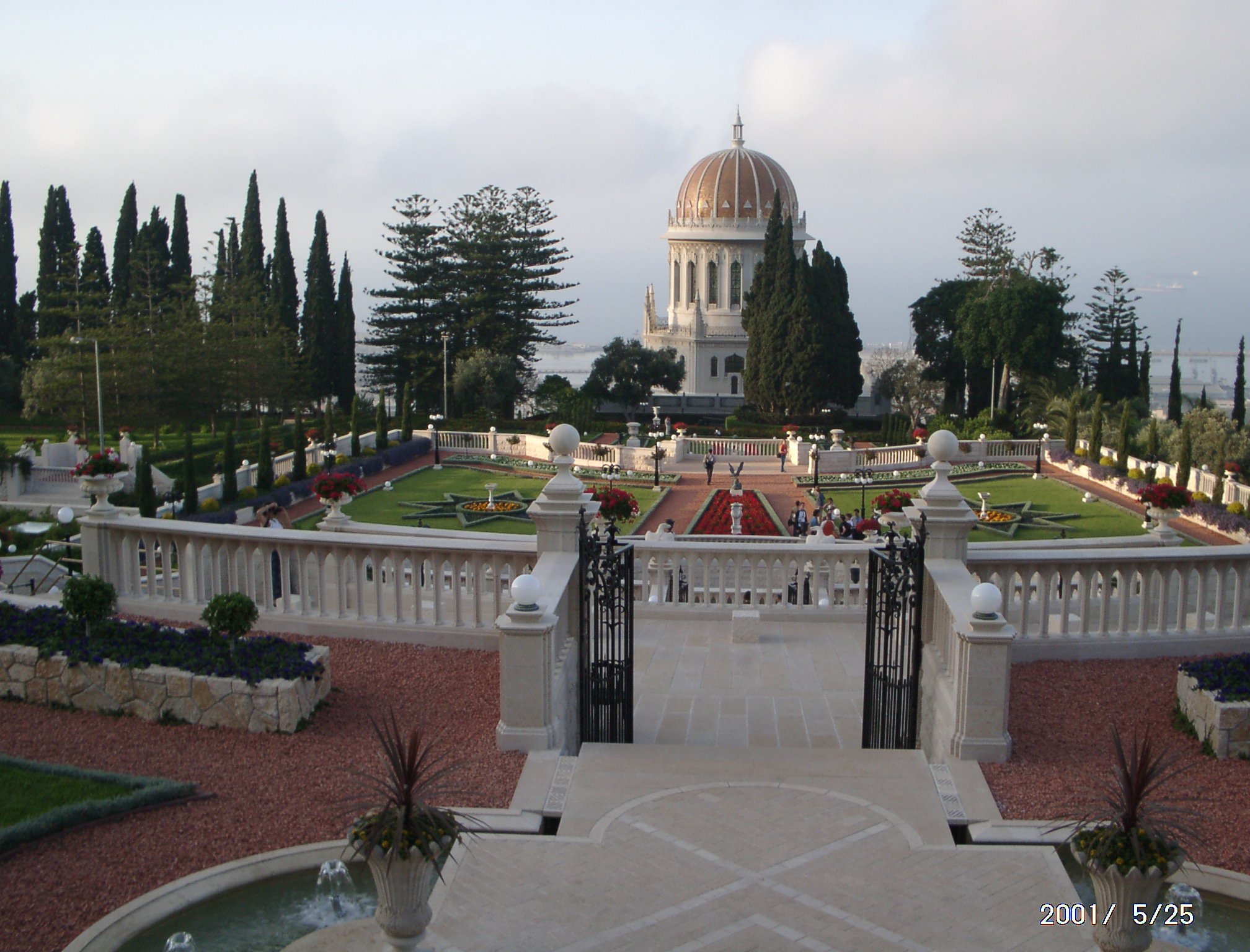
Bábs gravhelgedom ur en annan vinkel.

Martyrskap var något nästan naturligt under bábísmens tidevarv. Báb skriver:
| ” | Stor är välsignelsen för dem vars blod Du har utvalt för att bevattna Din bejakelses träd och därigenom upphöja Ditt heliga och oföränderliga Ord.. | „ |

Det muslimska religiösa ledarskapet gjorde gemensam sak med regeringens poliser och soldater samt med lynchmobbarna för att utplåna den nya tron med våld. Under två decennier ska mer än 20.000 bábíer ha dödats, ofta efter grym tortyr. Tahirih dog martyrdöden år 1852, två år efter Báb. Det fanns dock många bábíer kvar i Persien trots detta. De tillämpade principen om 
Báb själv fortsatte sitt skrivande från fängelset. Han deklarerade att "Den Gud Manifesterar" redan levde i landet och fanns i Teheran. Báb intresserade sig mycket för talmagi. Talen 9 och 19 ansåg han ha särskild betydelse. Många av hans skisser har inte kunnat tolkas. Báb skapade även bahá'í-kalendern – en solkalender med 19 månader med vardera 19 dagar plus fyra inskjutna dagar.

### al Qa'im
Bábísmen ansågs som kättersk av de shiitiska religiösa ledarna i landet, eftersom Muhammed och ingen annan enligt islam kunde vara den störste och siste profeten. Förväntningarna om en Messias, Mahdi (Den gudomligt vägledde), fanns och finns ännu i hela det muslimska världssamfundet, men shia-muslimerna har en speciell tro och kallar Mahdi även för al-Qa'im, och dessa titlar hörde till dem som Sayyid 'Ali Muhammad antog förutom al-Báb och Den första punkten Mahdi är i shia den tolfte imamen, som enligt deras tro oförklarligt hade försvunnit omkring 1.000 år tidigare, och som enligt myten åter ska framträda i tidens fullbordan och tillintetgöra de otrogna och inleda ett sällhetens tidevarv. Med dessa anspråk skaffade sig Báb nya anhängare, men även många bittra motståndare.  
Från mars 1847 satt Báb i fängelse fram till sin avrättning i Tabriz i Persien vid middagstid den 9 juli 1850 tillsammans med en tonårig anhängare och fängelsekamrat vid namn Mírzá Muhammad-Aliy-i-Zunuúzí, kallad Anís vars högsta önskan var att dö tillsammans med Báb. 

### Självmordsförsök
Enligt officiella bahá'í-källor bad Báb natten mot den 9 juli att en av hans anhängare skulle ta livet av honom för att han skulle slippa möta döden i sina fienders händer. Anís var den ende som erbjöd sig, men de övriga bábíerna i cellen förhindrade det assisterade självmordsförsöket. Báb lovade då att Anís skulle få dö martyrdöden tillsammans med Báb nästföljande dag.

### Arkebusering
I samband med arkebuseringen vid lunchtid den 9 juli 1850 ska ett mirakel ha skett. Efter att soldaterna hade avfyrat sina gevär var de båda dödsdömda ännu vid liv. Báb var försvunnen, och man hittade honom i en närliggande kasern dit han hade gått för att avsluta sina instruktioner till sin sekreterare. Ett nytt regemente anlitades och denna gång dog Báb och hans unge anhängare.
Bábs och Anís lik slängdes utanför stadsmuren för att hackas sönder dagen därpå, men räddades av några anhängare som gömde kropparna. Bábs kvarlevor gömdes i 59 år tills de persiska och turkiska kejsardömena rasade samman. Báb vilar sedan 1909 i en gravhelgedom på Karmelberget utlöpare vid Haifa i Israel, en plats som utsågs av Bahá'u'lláh när han var fånge i Akko. Bábs gravhelgedom med de 19 terrasserna som leder upp till den kupolförsedda byggnaden är ett pilgrimsmål för nutidens bahá'íer.

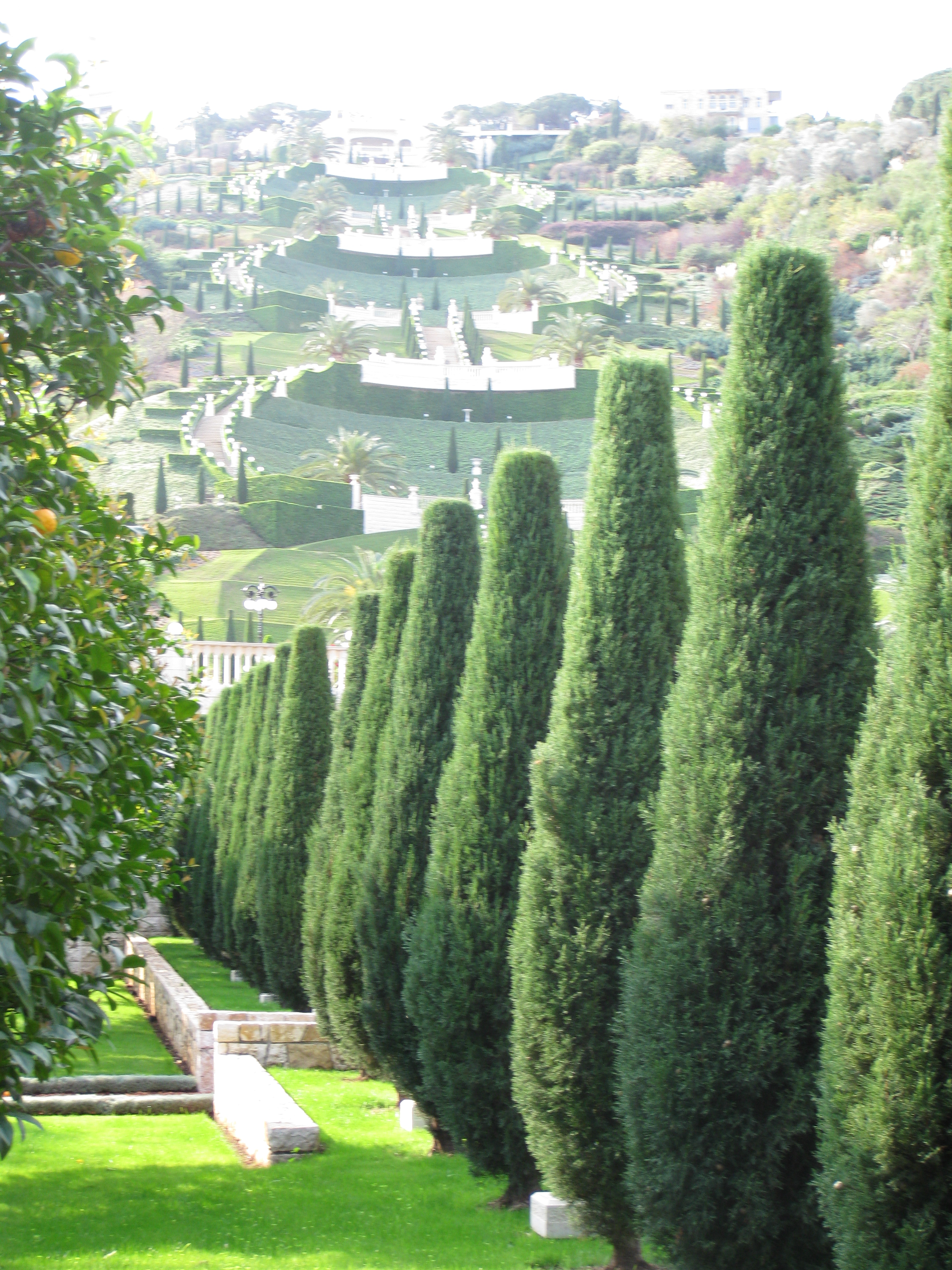
Avsnitt föreställande gravhelgedomens trädgårdar.

## Bábs testamente och tiden därefter
Enligt baha'i-trons historieskrivning sände Báb sin penna och sina manuskript till Bahá'u'lláh. Halvbrodern Subh-i-Azal hävdade å sin sida att han fått pennskrin, pennor och manuskript och utsetts till Bábs efterträdare. Detta ledde från och med 1860-talet till en allvarlig schism mellan bahá'íer och azalier, en strid som bahá'íerna gick segrande ur. En orsak är Bábs något svårtolkade testamente. Religionsforskaren Sepehr Manuchehri har jämfört innehållet i fyra cirkulerande versioner av Bábs testamente och kommit fram till viktiga slutsatser angående detta ämne. Manuchehri, som belyst Bábs testamenten (det fanns flera, men ett klart avskiljt sista) och sista önskemål ur alla synvinklar, är följande klart:
- Både Mirzá Husayn 'Ali Núrí (Bahá'u'lláh) och Mírzá Yahyá Núrí (Subh-i-Azal) fick i perioder regelbundet brev av Báb, oftare när Báb insåg att han snart skulle komma att avrättas. Att merparten av breven var adresserade till Subh-i-Azal har av bahá'íerna förklarats med att det var en försiktighetsåtgärd för att skydda Bahá'u'lláh. Mot detta har dock anförts att då Báb inte kände till Den Gud Manifesterar (DGM) kan det inte ha funnits något egentligt syfte med att skydda den ene av bröderna på bekostnad av den andre.
- Báb utsåg Subh-i-Azal som sin wasi eller successor, och som efterträdare skulle Subh-i-Azal ta hand om och skydda bábí-församlingen
- Subh-i-Azal skulle ansvara för "hågkomsten" av Báb som manifestation av Gud och föra hans lära vidare
- Läran gick i huvudsak ut på att sprida Bábs religion till jordens alla folk
- Báb önskade att en person, Sayyid Husayn Yazdi, som befann sig i samma fängelsecell som Báb, skulle spela en aktiv roll i bábísamfundet framöver, men endast om Subh-i-Azal önskade det.
- De sista åtta kapitlen i Bábs enorma bok Bayan är oskrivna, och det är en uppgift som Subh-i-Azal måste ta på sig om "segern" kommer under dennes livstid. Subh-i-Azal tillåts inte ändra en bokstav av det som Báb uppenbarat och nedtecknat.
- Den Gud Manifesterar (DGM) står över Báb själv och allt som står i Bayan.
- HSGSM ska uppstå bland Bayans folk. DGM får inte ifrågasättas för något han gör eller säger (eftersom alla hans handlingar och ord kommer att vara identiska med Guds). Báb beordrar Subh-i-Azal att lyda DGM i punkt 27 i sitt testamente; något som ofta åberopades av bahá'íerna under 1860-, 1870- och 1880-talen när sammandrabbningarna mellan de bábíer som blev bahá'íer och azali-bábíerna var som värst.
- Mot bakgrund av de persiska myndigheternas massakrer på bábíer tillåter Báb i sitt testamente Subh-i-Azal och bábí-församlingen att använda "aqaiyyah", (att föreställa sig, hyckleri) det vill säga att låtsas vara muslimer för att skydda sig. Enligt Sepehr Manuchehri är de tre viktigaste anvisningarna till Subh-i-Azal att a) skydda sig själv, och därefter skydda sig själv (upprepas avsiktligt), b) skydda det som uppenbarats i Bayan, och c) skydda det som eventuellt kommit från Subh-i-Azals penna.[45]

### Bahá'u'lláh och Mirzá Yahýa efter Bábs martyrdöd
Det som hände omedelbart efter Bábs martyrdöd den 9 juli 1850 var att jakten på de av hans anhängare som hade ledaregenskaper intensifierades och att de identifierades och dräptes en efter en, många på ohyggliga sätt tillsammans med hustrur och barn. När Bahá'u'lláhs tonårige halvbror Mírzá Yaḥyá Núrí (Herr Yhayá av Núr), den blivande Subh-i-Azal, fick budskapet om att Báb arkebuserats, flydde han skräckslagen för sitt liv upp i Mazandarans (Mázindaráns) bergstrakter för att gömma sig. Han var troligen på grund av sin ringa ålder inte i stånd att leda något samfund. Det finns ingen källa som styrker att Mirzá Yahýa före Bábs martyrdöd förstått att han utnämnts till Bábs efterträdare eller att han ens eftersträvat att få detta enorma ansvar. Man får beakta att Siyyid `Alí Muḥammad Shírází, Báb, var Persiens mest kände person under andra hälften av 1840-talet; en man vars budskap delat Persien i två motsatta läger. Mírzá Yaḥyá förstod att han genom utnämningen blivit en av Persiens mest jagade män. 
Det har hävdats att endast Báb, Bahá’u’lláh, hans trogne bror Mírzá Músá (Áqáy-i-Kalím) och Mullá Abdu’l-Karím-i-Qazvíní i förväg kände till planen att göra Mirzá Yahýa till Bábs efterträdare. Bábíerna mördades vid tidpunkten i tusental med den persiska regimens goda minne eller direkta hjälp – det är klart att alla fiender till bábí eftersökte den som eventuellt hade utpekats eller utsetts till efterträdare av Báb personligen. Det som är svårt för många bahá'íer att tro är emellertid påståendet att Bahá'u'lláh skulle ha övertalat (per korrespondens, de två träffades ju aldrig) Báb att utse Bahá'u'lláhs 19-årige halvbror Mirzá Yahyá till efterträdare. Detta för att inte det muslimska religiösa ledarskapet och myndigheternas strålkastarljus skulle riktas mot Bahá'u'lláh själv i så hög grad. Det finns forskning utförd av bahá'íer som kommit fram till att Bahá'u'lláh riskerade sin lillebrors liv för att rädda sitt eget liv, och det är svårt att acceptera en sådan handling för troende på 2000-talet, för vilka Bahá'u'lláh är en ljusgestalt jämförbar med Jesus, Buddha eller Muhammed, en profet som upprepade gånger säger sig inte rädas martyrdöden. Det är inte känt bland majoriteten av dagens västerländska bahá'íer, men Báb var inte bara Bahá'u'lláhs härold. Han hade under de sista åren i fängelset före sin avrättning retat upp allt fler troende shia-muslimer i landet genom eskalerande messianska anspråk. Han hade förklarat sig vara den återvändande dolde 12:e imamen och Mahdi, en central messiasgestalt som särskilt de vanliga, enkla tolv-shi'itiska muslimerna i det annars korrumperade Persien väntat länge på.
Det var dock inte bara Mirzá Yahýa som flydde. Många flydde för sina liv till Bagdad i Irak, så även Bahá'u'lláh som lämnade Teheran i juni 1851 för att vistas i Karbala i Irak fram till maj 1852. Att det var säkrare i Karbala berodde dels på att denna heliga stad låg i Irak i det Osmanska riket, men kanske mer på att de flesta shaykierna och sedermera bábíerna fanns i Irak – över 100.000 redan 1842, två år före Bábs deklaration.  Under två år hade de ingen ledare alls, även om många försökte.
När Bahá'u'lláh efter sin fängelsevistelse hösten 1852, i början av 1853 utvisades till Bagdad, fann han där hundratusentals persiska och irakiska bábíer. Den stora gruppen persiska bábí-flyktingar hade någon att vända sig vare sig det gällde tak över huvudet eller andlig spis. Många gjorde vid denna tid anspråk på ställningen som Bábs efterträdare, en successor till Báb och Siyyid Kazim (1793-1843) och Shaykh Ahmad (1753-1826) före honom. Bahá'u'lláh väntade till "Året Nitton", som Báb förkunnat, och gjorde följaktligen anspråk på att vara Den Gud Manifesterar (DGM) 19 år efter 1844, det vill säga år 1863.

## Den Gud Manifesterar

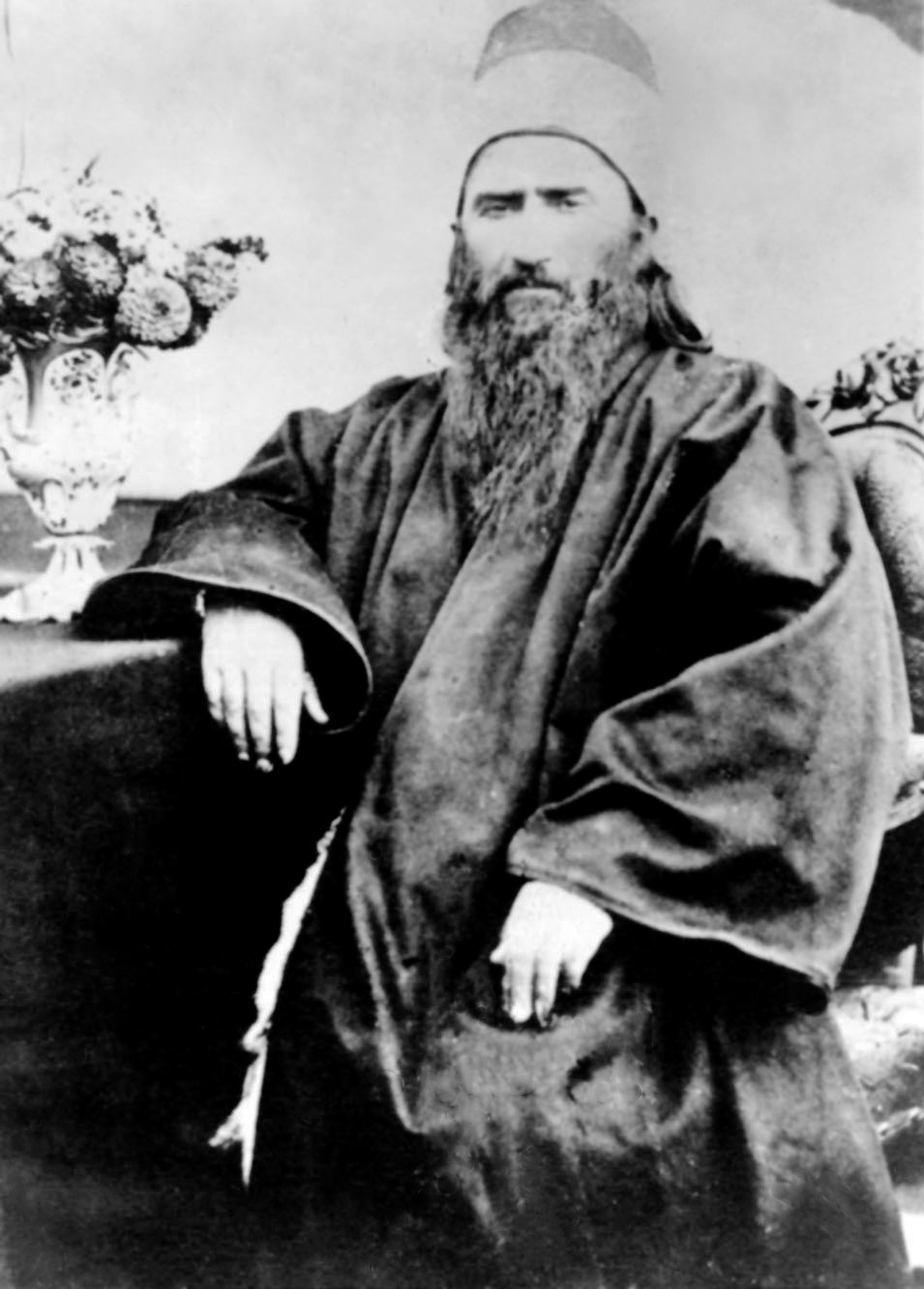
Bahá'u'lláh, cirka 50 år gammal, under slutet av landsförvisningen till Erdine (Adrianopel) år 1867 eller 1868.

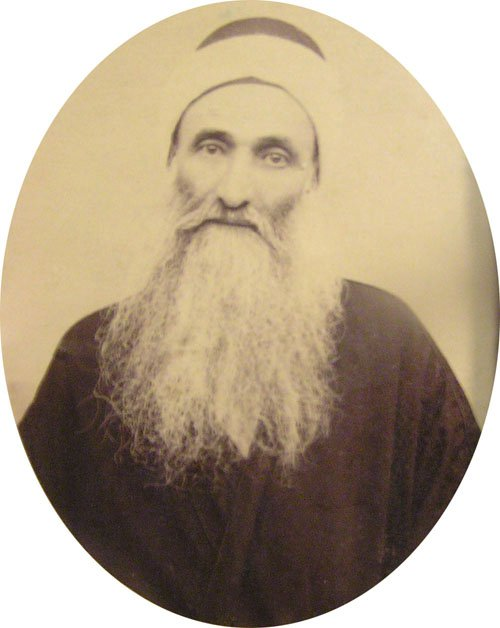
Bahá'u'lláhs halvbror Subh-i-Azal som 80-åring omkring 1911 efter 43 års landsförvisning till Cypern.

I Bagdad blev bábíerna uppdelade i allt fler grupperingar, och allianserna ändrades från dag till dag. Den som ena dagen var ens vän var nästa dag ens fiende. Bábí-samfundets formelle ledare, Bahá'u'lláhs halvbror Subh-i-Azal var trots stöd från Bahá'u'lláh oförmögen att ta itu med de sönderslitande krafterna. Bahá'u'lláh insåg på ett tidigt stadium att bábí-rörelsen måste pacifiseras, men så otyglade och miserabla blev förhållandena att Bahá'u'lláh beslöt att dra sig tillbaka från stridsplatsen. En morgon hade han gett sig av. Han sökte sig en hemvist i Kurdistäns bergstrakter. Två år senare skickade bábíerna bud efter honom och bönföll honom att återvända till Bagdad. Väl tillbaka lyckades han organisera bábíerna och skrev samtidigt några av sina viktigaste böcker. När Bahá'u'lláh skrivit böcker som Sju Dalar, Kitáb-i-Iqán (Visshetens Bok) och Förborgade Ord och tillsammans med sin snart 20-årige son visade tog sig allt mer tid med de troendes både andliga och praktiska problem, blev det gradvis alltmer klart för de olika fraktionerna inom bábí-rörelsen i Irak och Persien att Bahá'u'lláh kunde vara DGM, eller åtminstone ett ombud för denne. Bahá'u'lláh arbetade sig fram till denna upphöjda ställning, och den 22 april - 3 maj 1863 tillkännagav han, 45 år gammal, för några av sina närmaste vänner och anhängare att han var den som skulle uppfylla alla religioners profetior, den vars ankomst förutsagts av Báb, DGM, Den Gud Manifesterar. Därmed tog Bahá'u'lláh formellt ledarskapet över de flesta bábíerna, men några valde att följa Subh-i-Azal och bröderna hamnade i en livslång konflikt med varandra.

### Bahá'íer och bábíer skiljs åt
Under åren 1863 - 1868, när både bahá'íer och azali-bábíerna hade tvångsförflyttats till egentliga Turkiet i det Osmanska riket, eskalerade striderna och intrigerna. Beskyllningar om mordförsök och mord förekom ganska ofta. När Subh-i-Azal en gång för mycket hade beklagat sig över bahá'íerna inför de osmanska myndigheterna tröttnade dessa. År 1868 åter beslutade regeringen i Istanbul sig för att skilja grupperna åt genom att flytta Bahá'u'lláh och hans familj och anhängare till Akko söder om Haifa i Palestina och Subh-i-Azal och dennes anhängare till Cypern. Detta var en klar bestraffning, för i Adrianopel hade Bahá'u'lláh fått en mindre bostad och en mindre summa till familjens uppehälle varje månad. Nu väntade det som Bahá'u'lláh kallade för Det största fängelset, ett gammalt stenfort som utgjort garnison för osmanska trupper men som nu nyttjades som fängelse. Under två år var han inspärrad i en cell i fästningsfängelset. Efter nio år inom Akkas fängelseväggar, blev Bahå'u'lläh till slut tillåten att lämna skuggorna i fästningen och flytta till en mindre gård med trädgård, som hans son 'Abdu'l-Bahá hyrt. Samtidigt var det denna deportering som ledde till att även bahá'í-tron idag har sitt högkvarter i Israel ("Det heliga landet"). Stridigheter förekom fortfarande eftersom de osmanska myndigheterna placerat ett mindre antal azali-bábíer i Akko i syfte att få rapporter om hur samfundet utvecklades.     
De bábíer som finns kvar idag är något tusental i Iran och ytterligare några tusen i andra länder, främst i Indien, men på vissa diskussionslistor på nätet stöter man ibland på inlägg från bábíer som kräver en ursäkt från det internationella bahá'í-samfundet. Uppenbarligen känner många bábíer att bahá'íerna "stulit" deras religion i allmänhet och kvarlevorna av deras älskade ledare i synnerhet. Bábs kvarlevor kom efter närmare 80 år fram till Haifa, där hans gravmonument med terrasserna uppför Karmelberget är ett känt landmärke.

## Kritiken från muslimskt håll
De allra flesta muslimer har just ingen åsikt alls om Báb, och det är tveksamt om de yngre generationerna i Iran ens känner till att han och bábí-tron existerat. Det finns dock muslimska sidor som The Bahá'í Awareness Homepage, som enbart är ämnade att "avslöja" Báb och bábíernas eventuella brott, men det sker i syfte att misskreditera bahá'í-tron, som man anser utgör ett reellt hot mot shia-islam. Ofta sätts fakta ihop på ett nytt sätt så att en läsare som inte är insatt tar det som står för sanningar. Inledningsvis presenteras korrekta fakta, men alltid med tolkningar utifrån Koranen eller, därefter hoppar skribenten (som ofta är någon doktor i islamologi) över ett antal händelser som är nödvändiga för att förstå helheten innan han går vidare med nya "fakta". Det hindrar inte att vissa påpekanden är värda att fundera över. Varför, exempelvis, utsåg Báb en person som var äldre än han själv till DGM? Man föreställer sig ju vanligen en yngre efterträdare. (Báb föddes 1819, Bahá'u'lláh 1817 och Subh-i-Azal 1831). Ibland kolliderar muslimernas beskrivningar av Báb. Bahá'í Awareness berättar exempelvis att Sayyid 'Ali Muhammad Báb i över ett års tid fick dagliga lektioner av Sayyid Káẓim i Karbala. The Bahá'í Truth berättar i stället att Báb sändes av sin släkt till Karbala för att om möjligt återhämta sig från en mentalsjukdom. Denna ska han, enligt den muslimska portalen, ha ådragit sig genom att i ungdomen stå på taket till sitt hus flera timmar varje dag när solen stod som högst och temperaturerna var omkring 40 °C.

### "Ingen kunskap bland bahá'íer i Väst om vad Báb skrivit"
Muslimer påpekar ofta att de flesta bahá'íer utanför Mellanöstern aldrig har sett Bayan eller någon översättning till engelska av denna mycket omfattande bok. Dessutom citeras Báb sällan, och när det sker är det bara enstaka meningar. Därför har arabisktalande och persisktalande muslimer översatt Bayan – men även här handlar det om enstaka meningar. Vi får veta att Báb uppmanar sina anhängare att erövra varje stad för bábí-tron och att inte ha en fredlig inställning till dem som vägrar. 
"Otrognas hus skall plundras, böcker skall brännas
Han beordrar sina styrkor att stjäla från dem som inte accepterar bábísmen och att plundra deras hus. Vidare, hävdar författarna, säger Báb att alla böcker i världen som inte handlar om bábísmen ska utplånas. Och om en bábí kommer i besittning av något som tillhör en icke-bábí, så övergår äganderätten automatiskt till bábín. Det är således samma typ av förtryck och förföljelse som bahá'íerna upplever i Iran idag, som muslimer hävdar att Báb förespråkade på 1840-talet. Samma källa anklagar Bábs lärjungar för plundring, våld, massmord och för att ha bränt ned hela byar. Detta skulle vara orsaken till att myndigheterna inledde en klappjakt på bábíerna.

#### Seger
Báb ger inte uttryck för några direkta våldsamheter i den litteratur som har översatts från arabiskan. Det som finns i texterna är uttryck som "vinna framgång", "triumfera", "mäktig seger", "råda över". Ett exempel från Bábs bön Victory:
| ” | O Herre! Hjälp dem som har avstått från allt utom Dig och ge dem en mäktig seger. Nedsänd, o Herre, härskaran av änglar i himlarna och på jorden och allt som är där emellan, för att hjälpa Dina tjänare, för att bistå och stärka dem att kunna vinna framgång, för att skydda och bevara dem, för att förläna dem ära och upphöjelse, och för att berika dem, så att de må triumfera med en underbar seger. Du är deras Herre, Herren över himlarna och jorden, Herren över alla världar. Stärk denna tro, o Herre, genom kraften hos dessa dina tjänare och få dem att råda över alla världens folk .... | „ |

### Likheter mellan Bábs läror och senare muslimsk koranism
Bábs lära har dock en hel del gemensamt med den koranistiska rörelse som en minoritet av muslimerna bekänner sig till. Koranister är muslimer som enbart tror på Koranen. Viktigast där är att koranisterna tillbakavisar traditionerna, dvs hadith och sunnah helt, eftersom de endast accepterar Koranen och i likhet med Báb ser senare tillägg som förvrängningar av Guds ord. Koranister, som Rashad Khalifa och United Submitters tillbakavisat givetvis även Bábs och Bahá'u'lláhs skrifter. De koranistiska muslimerna har dock i likhet med Báb tagit bort slöjtvånget (de räcker med att de troende ska klä sig anständigt, udda regler som att man inte får äta med vänster hand och att kvinnor som menstruerar ska gömmas undan fökastas, stening och hela idén med shariahlagar och hemska straff avvisas bestämt, manlig omskärelse är frivillig och kvinnlig sådan förbjuden, homosexualitet ses som en sak för Gud att döma om och människorna ska låta de homosexuella vara ifred. Andra religioner och kulturer ska respekteras och deras frihet garanteras. Koranismen har således ett visst släktskap med bábismen och båda rörelser håller talet 19 som det heligaste (dock så finns "Koranister" som inte alls tror på talet 19 som någonting heligt), det representerar Gud, den Ende och mänsklig enhet. Liknande rörelser är inom judendomen karaitisk judendom och inom kristendomen Sola scriptura.